# Condylostylus nitidus
Condylostylus nitidus är en tvåvingeart som beskrevs av Walker 1856. Condylostylus nitidus ingår i släktet Condylostylus och familjen styltflugor. Inga underarter finns listade i Catalogue of Life.